# Evita (musical)
Evita is een musical van Andrew Lloyd Webber en Tim Rice, over het leven van Eva Perón.

## Uitvoeringen
In Amerika was de originele eerste uitvoering te zien met Patti LuPone en Mandy Patinkin in de hoofdrollen op Broadway. In Engeland speelden Elaine Paige en David Essex de rollen in het Londense West End in de première in 1978.
In Nederland werd de musical van 1987 tot 1989 opgevoerd door het Koninklijk Ballet van Vlaanderen met Vera Mann en Janke Dekker in de titelrol. Bill van Dijk speelde de rol van Che. Joop van den Ende bracht de productie opnieuw in Nederland van 1995 tot 1997 met Pia Douwes en Doris Baaten als Eva. Bill van Dijk speelde opnieuw de rol van Che.
In Duitsland en Oostenrijk werd de musical tweemaal langdurig opgevoerd met in beide producties Susanne Dengler in de titelrol in de periode 1997 tot 1999. In 2006 deed Dengler daar een korte reprise van haar beroemdste rol.
In Londen werd van 2005 tot 2007 een nieuwe versie op West End uitgevoerd. Hieraan werd ook het speciaal voor de film gecomponeerd nummer You Must Love Me' toegevoegd. De titelrol was voor Elena Roger als Eva.
In 2007 ging er in Nederland een nieuwe productie van Joop van den Ende van start. Via het televisieprogramma Op zoek naar Evita van de AVRO werd op 21 oktober 2007 Brigitte Heitzer door de kijkers thuis verkozen tot de titelrolspeler. Suzan Seegers werd tweede en Marjolein Teepen eindigde als derde. Suzan tekende voor de rol van Cosette in de musical Les Misérables. Teepen werd alternate Evita, wat erop neerkomt dat zij zo'n twee keer per week de titelrol vertolkte. Stanley Burleson nam de rol van Che op zich en Roberto de Groot die van Juan Perón. In Vlaanderen was deze productie te zien vanaf november 2008 in Gent en Antwerpen. Brigitte Heitzer en Roberto de Groot hernamen hun rollen, maar Burleson nam afscheid en werd vervangen door Jan Schepens. Omdat Marjolein Teepen en Anne Stalman (tweede understudy Evita) beiden in andere producties stonden in het seizoen 2008/2009, moest er worden gezocht naar Vlaamse/Nederlandse vervangers. Eerder kregen Ann Van den Broeck en Deborah De Ridder de kans om in Vlaanderen alternate Evita te worden, maar zij bedankten vanwege de lage speelzekerheid. Vlaanderen kreeg dus geen Vlaamse Evita als eerste cast. De alternate van Heitzer werd Maike Boerdam, afkomstig uit Zeeuws-Vlaanderen en in Vlaanderen onder meer bekend van haar rol als Betsy in de VTM-jeugdserie Big & Betsy.
Van april 2012 tot januari 2013 was Evita opnieuw op Broadway te zien met Elena Roger als Evita, Ricky Martin als Che en Michael Cerveris als Perón.
In 2016 kregen zowel Ann Van den Broeck als Deborah De Ridder alsnog de kans om Evita te spelen, deze keer als titelvertolkster. De Vlaamse versie met Ann Van den Broeck speelde in Gent en in Antwerpen, in een vertaling en regie van Stany Crets. De Waalse variant met Deborah De Ridder speelde in Brussel.
In 2025 werd de musical opnieuw opgevoerd in België, ditmaal door Samaritan Musical Productions. Deze vereniging bracht eerder ook 'Thrill Me' (in 2016), 'Oliver!' (in 2017),  'The Sound of Music' (in 2019) en 'Joseph and the Amazing Technicolor Dreamcoat' (in 2022). Anke Goergen kroop in de titelrol van Evita, Stijn Proesmans was te zien als Che, en Maarten Cox was Peron. Het artistieke team bestond uit Serge Dessers (regisseur), Marlon Knuts (muzikaal en creatief verantwoordelijke), Jolien Teuwen (zangcoach), Kim Schrooten (choreografe) en broers Jo en Wout Segers (muzikale en orchestrale leiding).

## Originele Concept album/West End/Broadway/Wereld Tour/Internationaal Tour/Europese Tour cast
Net als de vorige samenwerking van Lloyd Webber en Rice, Jesus Christ Superstar, begon Evita als een album, opgenomen in 1976 met de zangeres Julie Covington als Evita. Na een tijdje hoog in de hitlijsten te hebben gestaan, maakte Evita de sprong naar West End in Londen. De musical ging in première op 21 juni 1978 in het Prince Edward Theatre. Julie Covington had al vanaf het begin gezegd geen belangstelling te hebben voor de titelrol, die uiteindelijk naar Elaine Page ging. Na Londen maakte ook New York kennis met Evita, toen het opende in 1979 op Broadway.
| Rol               | Concept Album   | West End         | Broadway       | World Tour     | West End Revival | Broadway Revival | West End Revival | West End Revival      | Internationaal Tour | European Tour                     | West End Revival       |
| Rol               | 1976            | 1978             | 1979           | 1989           | 2006             | 2012             | 2014             | 2017                  | 2017                | 2017/2018                         | 2025                   |
| ----------------- | --------------- | ---------------- | -------------- | -------------- | ---------------- | ---------------- | ---------------- | --------------------- | ------------------- | --------------------------------- | ---------------------- |
| Eva Perón         | Julie Covington | Elaine Paige     | Patti LuPone   | Florence Lacey | Elena Roger      | Elena Roger      | Madalena Alberto | Emma Hatton           | Emma Kingston       | Madalena AlbertoLucy O'Byrne      | Rachel Zegler          |
| Che               | Colm Wilkinson  | David Essex      | Mandy Patinkin | James Sbano    | Matt Rawle       | Ricky Martin     | Marti Pellow     | Gian Marco Schiaretti | Jonathan Roxmouth   | Gian Marco SchiarettiGlenn Carter | Diego Andres Rodriguez |
| Juan Perón        | Paul Jones      | Joss Ackland     | Bob Gunton     | Robert Alton   | Philip Quast     | Michael Cerveris | Matthew Cammelle | Kevin Stephen-Jones   | Robert Finlayson    | Jeremy SecombMike Sterling        | James Olivas           |
| Agustín Magaldi   | Tony Christie   | Mark Ryan        | Mark Syers     | Michael Licata | Gary Milner      | Max von Essen    | Ben Forster      | Oscar Balmaseda       | Anton Luitingh      | Oscar Balmaseda                   | Aaron Lee Lambert      |
| Perón's Maîtresse | Barbara Dickson | Siobhán McCarthy | Jane Ohringer  | Suzan Postel   | Lorna Want       | Rachel Potter    | Sarah McNicholas | Sarah O'Connor        | Isabella Jane       | Cristina Hoey                     | Bella Brown            |

## Nederlandse cast
| Rol              | 1988 (Onbekend)             | 1995 (Joop van den Ende Theaterproducties)                         | 2007 (Joop van den Ende Theaterproducties)                                                          | 2018 (De Graaf & Cornelissen Entertainment)                    |
| ---------------- | --------------------------- | ------------------------------------------------------------------ | --------------------------------------------------------------------------------------------------- | -------------------------------------------------------------- |
| Eva Perón        | Derin Altay, Rebecca Norman | Pia Douwes, Doris Baaten Understudy's: Brigitte Nijman, Janine Vos | Brigitte Heitzer, Maike Boerdam (alternate België) Understudy's: Marjolein Teepen, Anne Stalman     | Brigitte Heitzer Understudy's: Esmée Dekker, Willemijn Maandag |
| Che              | James Sbano                 | Bill van Dijk, Tony Neef Understudy: Frans Limburg                 | Stanley Burleson, Jan Schepens (België) Understudy's: Ivo Chundro, Roy Kullick, Robin van den Akker | René van Kooten Understudy: Yannick Plugers                    |
| Juan Perón       | David Wasson                | Jeroen Phaff, Ben Cramer                                           | Roberto de Groot Understudy's: Timo Bakker, Armand Pol                                              | Paul Donkers Understudy: Martijn van Voskuijlen                |
| Agustín Magaldi  | Christopher Ragan           | Frans Limburg Understudy: Paul Erkamp                              | Paul Walthaus Understudy: Filop d'Haeze                                                             | Yoran de Bont Understudy: David van den Tempel                 |
| Peróns Maîtresse | Ruth Ann Bigley             | Marleen van der Loo Understudy: Meike Staring                      | Anouk Maas Understudy's: Loes Worm, Sara Gracia Santacreu                                           | Esmée Dekker Understudy's: Willemijn Maandag, Sarah Cremers    |

## Vlaamse cast
| Rol              | 1987 (Koninklijk Ballet van Vlaanderen | 2007 (Joop van den Ende Theaterproducties)                  | 2016 (Music Hall)   |
| ---------------- | -------------------------------------- | ----------------------------------------------------------- | ------------------- |
| Eva Perón        | Vera Mann, Janke Dekker                | Maike Boerdam, Marolein Teepen, Anne Stalman                | Ann van den Broeck  |
| Che              | Bill van Dijk                          | Jan Schepens, Ivo Chundro, Roy Kullick, Robin van den Akker | Sébastien de Smet   |
| Juan Perón       | Marijn Devalck                         | Robert de Groot, Timo Bakker, Armand Pol                    | Hans Peter Janssens |
| Agustín Magaldi  | David Davide                           | Paul Walthaus, Filop d'Haeze                                | Sven Tummeleer      |
| Peróns Maîtresse | Wanda Joosten, Meike Staring           | Anouk Maas, Loes Worm, Sara Gracia Santacreu                | Lotte Stevens       |

| Deze Franstalige openluchtproductie werd geregisseerd door Daniel Hanssens en Jack Cooper. | De musical werd verfilmd met Madonna in de titelrol (1996). Speciaal voor die gelegenheid schreven Andrew Lloyd Webber en Tim Rice een nieuw nummer, You Must Love Me. Hiermee wonnen zij in 1997 een Oscar voor beste filmsong. Madonna won voor haar vertolking van Evita een Golden Globe. |

| Rol              | Brussel (2016)     | Film (1996)      |
| ---------------- | ------------------ | ---------------- |
| Eva Perón        | Deborah De Ridder  | Madonna          |
| Che              | Steven Colombeen   | Antonio Banderas |
| Juan Perón       | Philippe D’Avilla  | Jonathan Pryce   |
| Agustín Magaldi  | Antonio Interlandi | Jimmy Nail       |
| Peróns maîtresse | Maud Hanssens      | Andrea Corr      |

## Korte inhoud
De musical vertelt het leven van Eva, een onecht kind, ondervoed en nauwelijks geletterd. Met de hulp van een tangozanger, Agustín Magaldi, verhuist ze van een klein dorpje in Junín naar de hoofdstad Buenos Aires. Daar probeert ze haar ambities om actrice te worden waar te maken. Haar leven neemt echter een drastische wending als ze in 1944 de kolonel Juan Perón ontmoet. Op een handige manier weet ze zijn minnares buiten te werken en wordt ze twee jaar later de first lady, geheel tegen de zin van de Argentijnse aristocratie en legertop. Ze is echt gehecht aan haar man en aan haar 'descamisados', en wordt Argentiniës eerste grote internationale figuur, de meest geliefde (en gehate) vrouw in Latijns-Amerika, tot haar dood door kanker op haar 33ste.

## Liedjes
| 1987-1989                                                 | 1995-1997                                               | 2007-2009 & 2018-2019                                  | 2016                                               |
| eerste akte                                               | eerste akte                                             | eerste akte                                            | eerste akte                                        |
| --------------------------------------------------------- | ------------------------------------------------------- | ------------------------------------------------------ | -------------------------------------------------- |
| Een bioscoop in Buenos Aires, 26 juli 1952 \|             |                                                         |                                                        |                                                    |
| Requiem voor Evita                                        |                                                         |                                                        |                                                    |
| O wat een circus                                          | O wat een circus                                        | O wat een circus                                       | Man wat een circus                                 |
| Als de nacht vol van sterren staat                        | Deze nacht met zijn sterrenpracht                       | Als de maan aan de hemel staat                         | ’t Is een nacht                                    |
| Eva en Magaldi / Eva, let op voor de grootstad            | Eva en Magaldi / Eva, de stad is een monster            | Eva en Magaldi / Eva, de stad is gevaarlijk            | Eva, pas op voor de wereld                         |
| Buenos Aires                                              |                                                         |                                                        |                                                    |
| Goeienacht en dank je                                     | Tot ziens en bedankt                                    | Dag en bedankt nog                                     | Vaarwel en dank je                                 |
| De kunst van wat haalbaar is                              | De kunst van het evenwicht                              | De kunst van het leiderschap                           | Redelijk mogelijk                                  |
| Liefdadigheidsconcert / Verrassend goed geschikt voor jou | Liefdadigheidsconcert / Ik ben goed voor je             | Benefietconcert / Ik ben uitzonderlijk goed voor u     | Benefietconcert / Ik ben verbijsterend goed voor u |
| Hello en goodbye / Een andere koffer in een ander huis    | Hallo en tot ziens / Al je koffers op de gang maar weer | Hallo en tot ziens / Een volle koffer in een kale gang | Let goed op waar je je koffers zet                 |
| Peróns laatste vlam                                       | Peróns nieuwe vlam                                      | Peróns nieuwste vlam                                   | Peróns hartedief                                   |
| Een nieuw Argentina                                       | Een nieuw Argentina                                     | Een nieuw Argentina                                    | Een nieuw Argentinië                               |
| tweede akte                                               |                                                         |                                                        |                                                    |
| Op het balkon van de Casa Rosada                          |                                                         |                                                        |                                                    |
| Ween niet om mij Argentina                                | Huil niet om mij, Argentina                             | Huil niet om mij, Argentina                            | Treur niet om mij, Argentinië                      |
| Steeds hoger vereerd                                      | Ver, ver als een ster                                   | Hoog vloog je, te hoog                                 | Hoog boven de zon                                  |
| Regenboog                                                 | Regenboog                                               | Zo hoog als de regenboog                               | Prachtige regenboog                                |
| Regenboog-reis                                            | De regenboog is op tournee                              | De Regenboog-Tour                                      | We klinken op de regenboog                         |
| De actrice zegt wel nooit de tekst die jij graag hoort    | Ik speel niet op bestelling                             | De actrice in een nieuwe rol                           | De actrice speelt het stuk niet                    |
| Geld rolt                                                 | Laat het geld maar rollen                               | Bakken geld                                            | En de centen die rolden snel                       |
| Santa Evita                                               |                                                         |                                                        |                                                    |
| Wals voor Eva en Che                                      |                                                         |                                                        |                                                    |
|                                                           |                                                         | Jij blijft bij mij                                     | Hou toch van mij                                   |
| Diamant                                                   | Zij is als een diamant                                  | Zij is een diamant                                     | Z’is een diamant                                   |
| Poker spelen                                              | Het spel begint weer                                    | Schud de kaarten                                       | Dreigend onheil                                    |
| Eva's laatste radiotoespraak                              | Eva's laatste radio-uitzending                          | Eva's laatste radio-uitzending                         | Eva's laatste radio-uitzending                     |
| Montage                                                   |                                                         |                                                        |                                                    |
| Lamento                                                   | Klaagzang                                               | Klaagzang                                              | Lament                                             |

## Cd's in Nederland en België
| Er is één cd uitgegeven van de productie van 1995 met de hoogtepunten: 1. Een Bioscoop in Buenos Aires, 26 juli 1952 (0:58) - Ensemble 2. Requiem voor Eva (2:58) - Ensemble 3. O, wat een circus (6:21) - Bill van Dijk, Pia Douwes & Ensemble 4. Deze nacht met zijn sterrenpracht (1:54) - Frans Limburg 5. Eva, de stad is een monster (5:14) - Pia Douwes, Frans Limburg & Ensemble 6. Buenos Aires (4:38) - Pia Douwes 7. Tot ziens en bedankt (3:31) - Bill van Dijk, Pia Douwes & Ensemble 8. Ik ben goed voor jou (4:26) - Pia Douwes & Jeroen Phaff 9. Al je koffers op de gang maar weer (3:15) - Marleen van der Loo, Bill van Dijk & Ensemble 10. Peróns nieuwe vlam (4:42) - Bill van Dijk, Pia Douwes & Ensemble 11. Een nieuw Argentina (7:09) - Jeroen Phaff, Pia Douwes, Bill van Dijk & Ensemble 12. Huil niet om mij Argentina (5:17) - Pia Douwes & Ensemble 13. Ver, ver als een ster (3:57) - Bill van Dijk & Pia Douwes 14. Regenboog (2:26) - Pia Douwes & Ensmeble 15. Laat het geld maar rollen (3:52) - Bill van Dijk & Ensemble 16. Wals voor Eva en Che (3:55) - Bill van Dijk & Pia Douwes 17. Zij is als een diamant (2:54) - Jeroen Phaff & Ensemble 18. Het spel begint (5:33) - Jeroen Phaff & Pia Douwes 19. Klaagzang (4:19) - Pia Douwes & Bill van Dijk | Maike Boerdam heeft een eigen cd uitgegeven in 2009 waar de versie van 2007 op te horen is van het lied Don't cry for me Argentina: 1. Maanlicht (3:47) - Maike Boerdam 2. Hoe moet ik van hem houden (3:39) - Maike Boerdam 3. Huil niet om mij, Argentina (5:01) - Maike Boerdam 4. Vannacht (2:39) - Maike Boerdam & Freek Bartels 5. Lach het maar weg (3:48) - Maike Boerdam 6. Mijn leven leef (3:21) - Maike Boerdam 7. Ik ken hem te goed (3:23) - Maike Boerdam & Simone Kleinsma 8. Denk aan mij (3:24) - Maike Boerdam & Freek Bartels 9. Mijn droom (3:33) - Maike Boerdam 10. Allerlaatste nacht (3:42) - Maike Boerdam & Tony Neef 11. Met één blik (3:45) - Maike Boerdam 12. Meisje aan het vensterraam (3:56) - Maike Boerdam & Henk Poort 13. Mijn leven is van mij (3:56) - Maike Boerdam |